# Blackberry (collection)
Pour les articles homonymes, voir Blackberry.
Blackberry est une collection de bande dessinée et de beaux-livres de l'éditeur Soleil Productions publiant des séries à destination d'un public féminin.
La directrice de collection est Audrey Alwett.

## Ligne Éditoriale
Les maîtres-mots de la collection Blackberry sont Romantisme et Enchantements, par opposition à la collection Strawberry (également destinée à un public féminin). Les histoires développées s'articulent autour de thématiques parfois fantastiques, mais toujours portées sur l'esthétique féminin : pin-ups éplorées, danseuses maudites, princesses déchues, poupées de porcelaine, champs de roses maléfiques, etc.

## Publications

### Beaux-Livres illustrés
- Gothic-Lolita rédigé par Audrey Alwett et dessiné par François Amoretti, 2009, Soleil
- Alice au Pays des Merveilles traduit par Martine Céleste Desoille et dessiné par François Amoretti, 2010, Soleil
- La Danseuse Papillon rédigé par Audrey Alwett et dessiné par Luky, préfacé par Anne-Marie Pol, 2010, Soleil
- Le Petit Chaperon rouge & Ce qu'il advint dans le ventre du Loup écrit par Charles Perrault, suite en bande dessinée de Audrey Alwett, dessins de François Amoretti, 2010, Soleil